# Gli occhi di tua madre/Dieci anni fa
Gli occhi di tua madre/Dieci anni fa è un singolo del cantautore italiano Sandro Giacobbe, pubblicato dalla CBS nel 1976.
Gli occhi di tua madre è un brano musicale composto da Daniele Pace, Oscar Avogadro e lo stesso Giacobbe, che lo presentò al Festival di Sanremo 1976 classificandosi al terzo posto.
Il brano venne inserito nel lato A dell'album Metto all'asta..., pubblicato nello stesso anno. Il brano è presente anche nel disco del 1994 E... Venti ed in Insieme noi, album raccolta uscito nel 2013.
Il lato B del singolo contiene il brano Dieci anni fa, scritto dagli stessi autori ed anch'esso presente nell'album di quell'anno.

## Classifica settimanale
| Classifica (1976) | Posizione | Brano                  | Artista         |
| ----------------- | --------- | ---------------------- | --------------- |
| Italia            | 3         | Gli occhi di tua madre | Sandro Giacobbe |

## Classifica annuale
| Classifica (1976) | Posizione | Brano                  | Artista         |
| ----------------- | --------- | ---------------------- | --------------- |
| Italia            | 22        | Gli occhi di tua madre | Sandro Giacobbe |

## Classifica annuale Album
| Classifica (1976) | Posizione | Album             | Artista         |
| ----------------- | --------- | ----------------- | --------------- |
| Italia            | 73        | Metto all'asta... | Sandro Giacobbe |